# Liste der Landräte des Landkreises Aschaffenburg
Die Liste der Landräte des Landkreises Aschaffenburg gibt einen Überblick über die Bezirksamtmänner und Landräte des unterfränkischen Landkreises Aschaffenburg.

## Landräte
| Landräte      | Landräte                       | Partei | Partei | Amtszeit / Amt |
| ------------- | ------------------------------ | ------ | ------ | --- |
|               | Carl August Wilhelm Fikenscher |        |        | 1. Juli 1862 – 15. Juni 1871 Bezirksamtmann |
|               | Johann Franz Weidner           |        |        | 23. Juli 1871 – 31. März 1872 Bezirksamtmann |
|               | Theodor Mittermayer            |        |        | 2. April 1872 – 26. März 1877 Bezirksamtmann |
|               | Josef Kittel                   |        |        | 6. April 1877 – 5. Oktober 1879 Bezirksamtmann |
|               | Georg Konrad Thaler            |        |        | 9. Oktober 1879 – 16. Juni 1889 Bezirksamtmann |
|               | Ludwig Priester                |        |        | 16. Juni 1889 – 1904 Bezirksamtmann |
|               | Ludwig von Rücker              |        |        | 1904 – 1909 Bezirksamtmann |
|               | Johann von Pokrzywnicki        |        |        | 1909 – 1919 Bezirksamtmann |
|               | Jakob Groß                     |        |        | 1919 – 31. März 1931 Bezirksamtsvorstand |
|               | Karl Reuter                    |        |        | 1. Mai 1931 – 15. August 1938 Bezirksamtsvorstand |
|               | Edwin Joerges                  |        |        | 19. August 1938 – 15. April 1945 Bezirksamtmann (ab 1939: Landrat) |
| Jean Stock    | Jean Stock                     |        | SPD    | 3. April 1945 – 24. Oktober 1945 Landrat ernannt durch die amerikanische Militärregierung, zugleich Oberbürgermeister von Aschaffenburg und Regierungspräsident von Unterfranken                                                 |
| Hanns Seidel  | Hanns Seidel                   |        | CSU    | 25. Oktober 1945 (oder 11. Oktober 1945) – 22. September 1947 Landrat zunächst ernannt durch die amerikanische Militärregierung, nach der Kreistagswahl am 28. April 1946 durch den Kreistag im Amt bestätigt                    |
| Alfons Goppel | Alfons Goppel                  |        | CSU    | 23. September 1947 – 12. April 1948 Landrat die amerikanische Militärregierung verweigerte die Bestätigung mit der Begründung, er sei politisch belastet, vertreten durch Ludwig Geyer (Regierungsamtmann, stv. Landrat)         |
|               | Willi Grömling                 |        | CSU    | 13. April 1948 – 5. April 1957 Landrat nach der Kreistagswahl vom 7. Januar 1948 ins Amt gewählt und 1952 per Direktwahl bestätigt am 6. März 1953 suspendiert und am 5. April 1957 dienstenthoben, vertreten durch Josef Kerpes |
|               | Josef Kerpes                   |        | CSU    | 2. Juni 1957 – 30. Juni 1972 Landrat nach Suspendierung Grömlings zunächst stellvertretender Landrat, 1957 per Direktwahl ins Amt gewählt und 1963 sowie 1969 bestätigt                                                          |
|               | Roland Eller                   |        | CSU    | 1. Juli 1972 – 30. April 2002 Landrat |
|               | Ulrich Reuter                  |        | CSU    | 1. Mai 2002 – 30. April 2020 |
|               | Alexander Legler               |        | CSU    | seit 1. Mai 2020 |

## Quelle
- Auskunft des Landratsamts Aschaffenburg